# Hendrik III van Montfoort

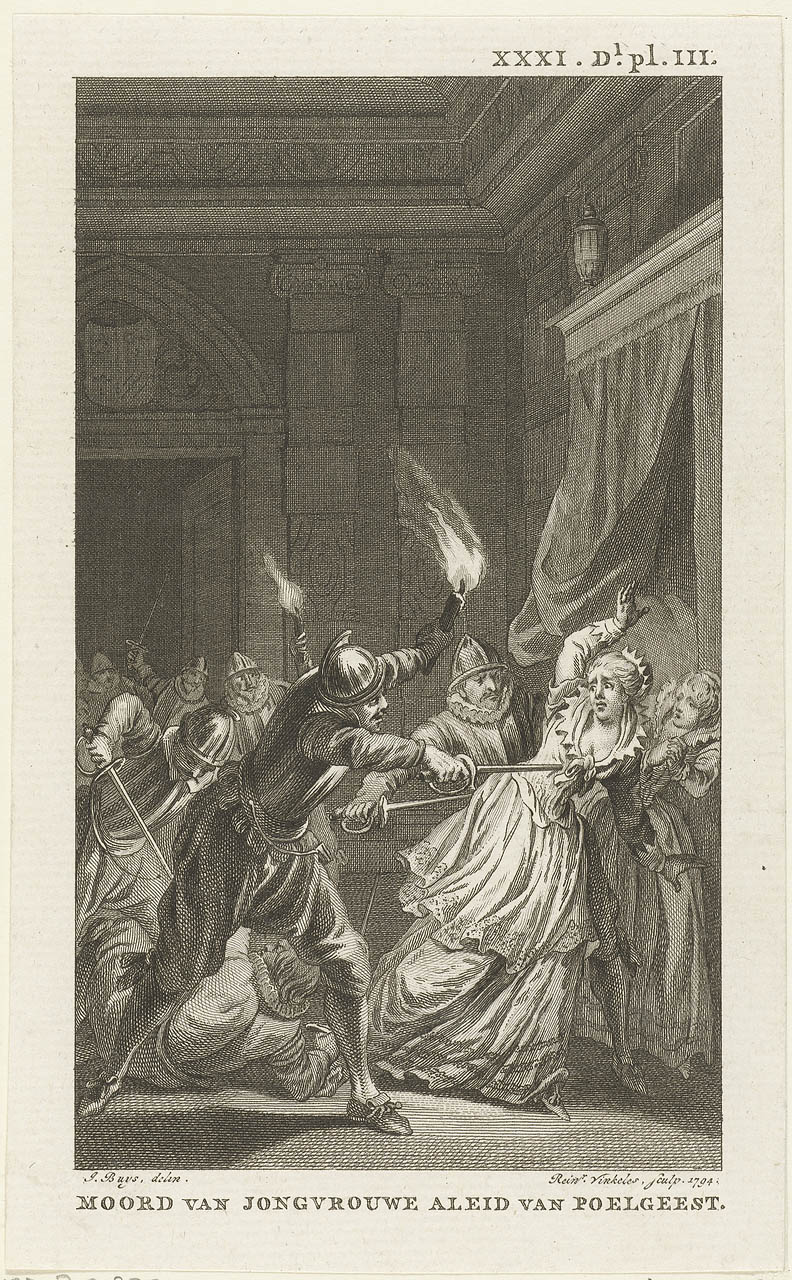
Moord op Aleid van Poelgeest.

Hendrik Zwederszoon de Rover van Montfoort (ca. 1350 - overleden tussen 23 juni en 29 oktober 1402) was de zesde burggraaf van Montfoort, heer van Blokland, Achthoven, Wiliskop, Kattenbroek, Heeswijk en Linschoten. Ook was hij dijkgraaf van Lopikerwaard.

## Levensloop
Hij was een zoon van Zweder II van Montfoort en Mechtild van Culemborg. In 1384 verkreeg hij de landerijen van Heulensteijn en Linschoten van zijn broer Hubrecht van Montfoort in zijn bezit. Hij huwde op 30 mei 1378 met Oda van Polanen, een dochter van Jan II van Polanen en Oda van Horne.
Tussen september 1386 tot februari 1387 werd Hendrik III belegerd door bisschop Floris van Wevelinkhoven, dit vanwege een dispuut over rechtspraak en eigendom in het gebied Montfoort. Het bijzondere aan het vijf maanden durende beleg, was dat de bisschop gebruik maakte van de nieuwste gevechtsmiddelen als haakbussen en donderbussen. Hendrik III moest zich overgeven nadat zijn kasteel dreigde te bezwijken. Hendrik gaf tijdens zijn regeerperiode opdracht tot de bouw van de Grote Kerk van Montfoort.

### Moord op van Poelgeest
Hendrik had zitting in de ministerialiteit van graaf Albrecht van Beieren, maar werd verbannen op 28 mei 1393 wegens de mogelijke medeplichtigheid aan de moord op Aleid van Poelgeest en Willem Cuser.
Aleid van Poelgeest, de minnares van Albrecht, de broer en opvolger van Willem V, werd in Den Haag vermoord door Hoekse aanhangers (zie Hoekse en Kabeljauwse twisten) onder leiding van Albrechts zoon Willem VI. Ook de hofmeester en vertrouweling van Albrecht, Willem Cuser, liet het leven. De mogelijke motieven van de moordenaars zijn onbekend, maar vermoedelijk vreesden de Hoeken voor te veel invloed van de Kabeljauwse Aleid op Albrecht. Uit angst dat zij samen voor nageslacht zouden zorgen en de Kabeljauwse macht zouden uitbreiden, moest Aleid uit de weg worden geruimd. Direct volgend op de moord vluchtten de moordenaars en een aantal betrokken graven het graafschap uit, waaronder Hendrik III van Montfoort.
In totaal lieten zeker 54 edelen, huis en haard achter. De kastelen van enkele landheren, burggraven en dijkgraven werden met de grond gelijk gemaakt. Na een verzoening kon Hendrik III van Montfoort in 1399 weer terugkeren en kon hij zich vrij bewegen in het graafschap Holland. Hendrik werd na zijn overlijden in 1402 opgevolgd door zijn zoon Jan II van Montfoort, die ook de Hoekse partij bleef steunen.

## Kinderen
- Zweder van Montfoort (jong overleden)
- Jan II van Montfoort († 1448) burggraaf van Montfoort, raadsheer en tresorier van Holland
- Willem van Montfoort († 1462) heer van Lathum, gehuwt met Katharina van Baer, vrouwe van Lathum
- Lodewijk van Montfoort († 1451) heer van Hazerswoude, raadsheer en tresorier van Holland

hij had ook enkele bastaard kinderen als
- Sweder de bastaard van Blocklant van Montfoort, gehuwd voor 1402 met Bertrada.
- Aleid bastaarddochter van Montfoort gehuwd met Dirck Bucking